# 梅内阿克
梅内阿克（法語：Ménéac，法語發音：[meneak]）是法国莫尔比昂省的一个市镇，位于该省东北部，属于瓦讷区。

## 地理
梅内阿克（48°8'22"N, 2°27'39"W）面积68.22 平方千米，位于法国布列塔尼大區莫尔比昂省，该省份为法国西北部沿海省份，位于布列塔尼半岛南部，北起阿摩尔滨海省、西接菲尼斯泰尔省，南濒大西洋，东南接大西洋卢瓦尔省，东临伊勒-维莱讷省。
与梅内阿克接壤的市镇（或旧市镇、城区）包括：戈姆内、伊利福、布里尼亚克、埃夫里盖、吉利耶、莫翁、拉特里尼泰-波罗埃特、梅尔德里尼亚克、普吕米约。

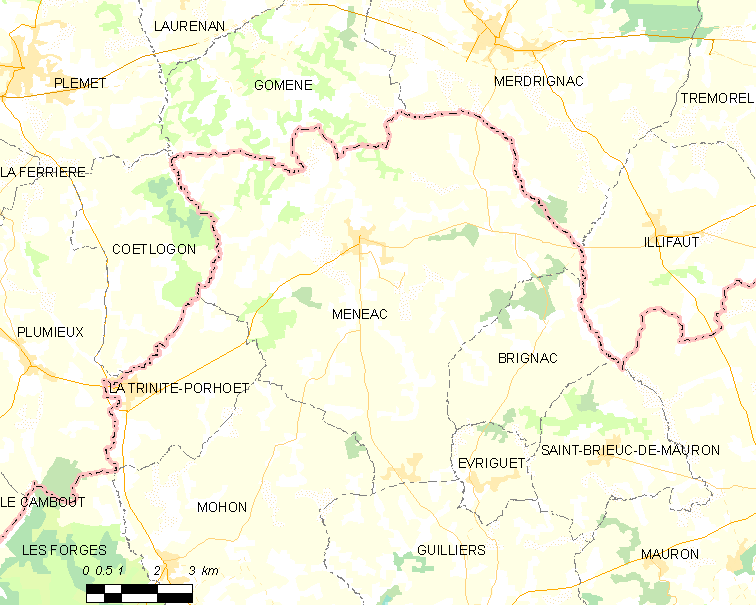
梅内阿克的OSM定位图

梅内阿克的时区为UTC+01:00、UTC+02:00（夏令时）。

## 行政
梅内阿克的邮政编码为56490，INSEE市镇编码为56129。

## 政治
梅内阿克所属的省级选区为普洛埃梅勒县。

## 人口

1962-2008年间梅内阿克人口变化图示

梅内阿克于2022年1月1日时的人口数量为1478人。